# Quadratyard

Vergleich einiger Flächeneinheiten mit dem Quadratyard.

Das Quadratyard (englisch square yard, bisweilen abgekürzt als {\displaystyle \mathrm {yd^{2}} } oder {\displaystyle \mathrm {yard^{2}} }) ist eine angloamerikanische Flächeneinheit, definiert als Flächeninhalt eines Quadrats der Kantenlänge 1 Yard.
1 square yard = 9 square foot = 1296 square inch = 8361,2736 cm²
1 acre = 4840 square yard = 4046,8564224 m²
1 square mile = 640 acre = 3097600 square yard